# Chico Valles
Le Chico Valles sono una struttura geologica della superficie di Marte.